# Alboi
|  | Per a altres significats, vegeu «Alboí». |

Alboi és un llogaret i nucli històric del municipi valencià del Genovés, a la comarca de la Costera. La petita població, situada al marge dret del riu Albaida, té 7 habitants (2019).

## Història
El poble està situat en un bell entorn natural al peu de la serra de la Creu, que fa de límit entre la Costera i la Vall d'Albaida. Fins a la seua expulsió va ser un poble de moriscos que inicialment depengué eclesiàsticament de la col·legiata de Xàtiva i després (1574), i des de llavors, de la parròquia del Genovés. El senyoriu del lloc va pertànyer als Sanç i després al comte de Ròtova. Alboi va existir com a municipi fins al 23 de desembre de 1845, quan fou agregat al Genovés.

## Patrimoni
L'església del lloc —actualment ermita— és dedicada a sant Joan Baptista xiquet, i antigament a la Mare de Déu. L'antiga església, com el nucli històric tradicional de la població, ha estat declarat bé immoble de rellevància local. En esta zona es troben, a més, les Arcadetes d'Alboi, un antic aqüeducte que forma part del canal de Bellús a Xàtiva declarat Bé d'Interés Cultural.

## Demografia
| 64                | 73 | 3 | 7 | 6 | 10 | 7 |
| Població de dret. |    |   |   |   |    |   |